# Michael Ostrowski
Pour les articles homonymes, voir Ostrowski.
Michael Ostrowski (de son vrai nom Michael Stockinger, né le 3 janvier 1973 à Leoben) est un acteur, scénariste et présentateur autrichien.

## Biographie
Il grandit à Rottenmann. En 1991, il vient à Graz étudier l'anglais, le français, l'espagnol et l'italien puis va à Oxford et New York. Durant ses études, il fait connaissance avec Ed Hauswirth d'une compagnie de théâtre se basant sur l'improvisation. Il commence la scène en 1993.
Il joue pour la première fois au cinéma en 2001 dans un court-métrage de Barbara Albert. Il prend alors le pseudonyme d'Ostrowski pour ne pas être confondu avec un autre acteur. L'année suivante, il tourne dans un long-métrage, Nogo. Il connaît le succès en 2004 avec la comédie Nacktschnecken dont il a écrit le scénario à la fin des années 1990. Il continue de jouer au théâtre au Schauspielhaus Graz et Wiener Kammerspiele (de). Avec Die unabsichtliche Entführung der Frau Elfriede Ott, où il est scénariste et tient le premier rôle, il obtient le prix de la presse autrichienne en 2011.
Avec Pia Hierzegger, il présente depuis 2012 une émission satirique, Demokratie - Die Show, sur Puls 4.
Il devient réalisateur avec Hotel Rock’n’Roll (de) en 2016, la troisième partie de la trilogie Sex, Drugs & Rock’n’Roll, à la place de Michael Glawogger mort en 2014.

## Filmographie

### Cinéma
- 2002 : Nogo
- 2004 : Nacktschnecken (aussi scénario)
- 2006 : Kotsch (de)
- 2006 : Slumming
- 2009 : Contact High (aussi scénario)
- 2009 : Same Same but Different
- 2010 : Die unabsichtliche Entführung der Frau Elfriede Ott (aussi scénario)
- 2011 : Wie man leben soll (de)
- 2013 : Kokowääh 2 (de)
- 2013 : Haialarm am Müggelsee
- 2013 : Die Werkstürmer (de)
- 2013 : Bad Fucking (de)
- 2013 : Dampfnudelblues (de)
- 2014 : Und Äktschn! (de)
- 2015 : Il est de retour
- 2015 : Halbe Brüder (de)
- 2015 : Au secours ! J'ai rétréci ma prof (Hilfe, ich hab meine Lehrerin geschrumpft) de Sven Unterwaldt
- 2016 : Hotel Rock’n’Roll (de)
- 2017 : Animals
- 2017 : Anna Fucking Molnar (de)
- 2018 : Au secours ! J'ai rétréci mes parents (Hilfe, ich hab meine Eltern geschrumpft) de Tim Trageser
- 2018 : Party Hard Die Young (de)
- 2018 : Sauerkrautkoma (de)
- 2018 : Kalte Füße (de)
- 2018 : Leberkäsjunkie
- 2019 : Ich war noch niemals in New York
- 2020 : Enfant terrible

### Télévision
- 2004 : Rex, chien flic : Suivez le guide
- 2004-2019 : Quatuor pour une enquête
- 2005 : SOKO Kitzbühel (de) : Blattschuss
- 2006 : Prince Rodolphe : l'héritier de Sissi
- Depuis 2010 : Schlawiner (de)
- 2011 : Kebab viennois (de)
- 2011 : Weihnachtsengel küsst man nicht (de)
- 2014 : Tatort: Paradies (de)
- 2016 : Tödliche Geheimnisse – Geraubte Wahrheit
- 2017 : Kebab sauce piquante (de)
- 2020 : How to Sell Drugs Online (Fast)
- 2020 : Freund oder Feind. Ein Krimi aus Passau (de)
- 2020 : Die Donau ist tief. Ein Krimi aus Passau (de)

## Sources
- (de) Cet article est partiellement ou en totalité issu de l’article de Wikipédia en allemand intitulé « Michael Ostrowski » (voir la liste des auteurs).